# Galceran de Tous
Galceran de Tous (fl. XIII secolo) è stato un monaco cristiano e diplomatico spagnolo del Regno di Valencia.

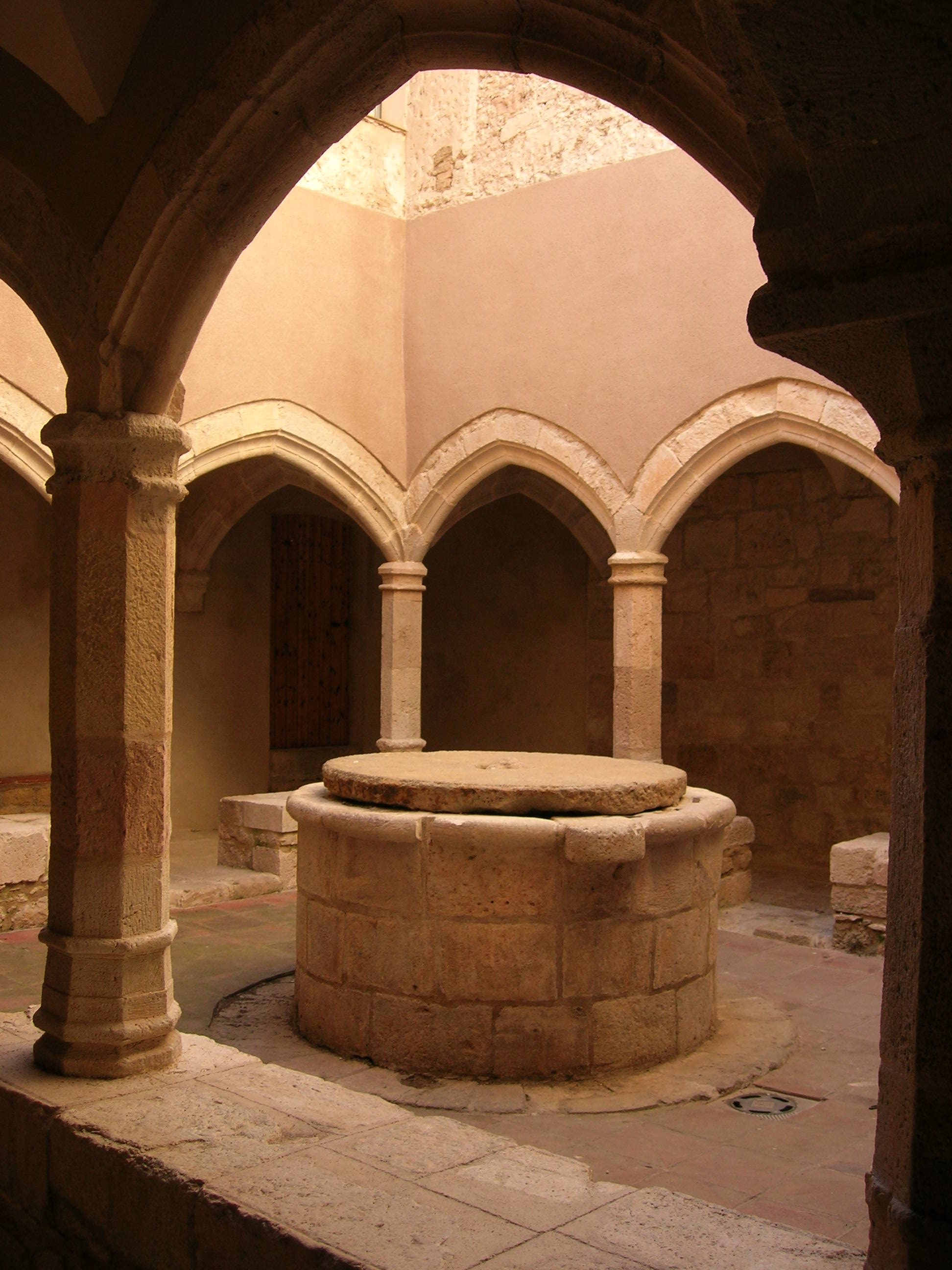
Chiostro del Monestir de Santes Creus

Faceva parte della più ristretta cerchia di Pietro III d'Aragona, del quale fu ambasciatore. Il suo nome è stato proposto quale autore della Crònica del rei Pere, una cronaca catalana del XIII secolo, di cui sopravvivono soltanto alcune parti.

## Biografia

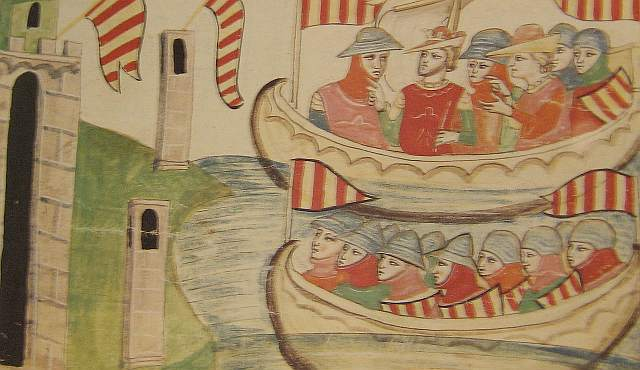
Pietro il Grande sbarca in Sicilia dopo i Vespri(manoscritto chigiano della Nova Cronica di Giovanni Villani, Biblioteca Vaticana)

Galceran de Tous era monaco dell'abbazia cistercense di Santa Maria de Santes Creus (Reial Monestir de Santa Maria de Santes Creus, in lingua catalana), nell'attuale municipalità di Aiguamúrcia, in Catalogna.
Fu uomo di fiducia di Pietro III di Aragona, per conto del quale, nel luglio 1285, intrattenne rapporti diplomatici con il re di Francia Filippo III. 
Sempre a beneficio del monarca aragonese, preparò una relazione scritta sul controverso caso delle accuse di tradimento che pendevano su Alaimo da Lentini, protagonista dei Vespri siciliani e marito di Macalda Scaletta. 
Fu molto vicino al re aragonese anche negli ultimi istanti di vita del monarca, a Vilafranca del Penedès.

### Crònica del rei Pere
A lui è stata attribuita da Stefano Cingolani, in via puramente congetturale, la paternità della Crònica del rei Pere, cronaca catalana del XIII secolo. Tra i motivi che suggeriscono l'accostamento a Galceran de Tous vi è il carattere "marcatamente ecclesiastico" della redazione dell'opera. Nella parte conservata, inoltre, essa si occupa parzialmente dei Vespri siciliani e dell'invasione francese della Catalogna. Su tali eventi, il cronista si mostra bene informato e riporta fatti taciuti da altre cronache catalane, tanto da indurre a pensare che essa sia frutto della redazione di un testimone diretto, in posizione molto prossima alla cerchia del re aragonese. 
Tali caratteristiche sono anche le stesse che conferiscono un notevole pregio alla cronaca che, peraltro, fu una fonte primaria utilizzata anche da Ramon Muntaner per la redazione della sua opera cronachistica nella prima metà del Trecento, la cosiddetta Crònica de Ramon Muntaner.